# William G. Dwyer
William Gerard Dwyer (* 1947 in Jersey City, New Jersey) ist ein US-amerikanischer Mathematiker, der sich mit Algebraischer Topologie befasst.

## Leben
Dwyer studierte am Boston College mit dem Bachelor-Abschluss 1969 und wurde 1973 am Massachusetts Institute of Technology bei Daniel Marinus Kan promoviert (Strong Convergence of the Eilenberg-Moore Spectral Sequence). In den 1970er Jahren war er an der Yale University und 1975/76 am Institute for Advanced Study (IAS). Er ist emeritierter Professor an der University of Notre Dame. 1981 wurde er Sloan Research Fellow.
Dwyer befasst sich mit Homotopietheorie. 1998 war er eingeladener Sprecher auf dem Internationalen Mathematikerkongress in Berlin (Lie groups and p-compact groups).

## Schriften
- mit Hans-Werner Henn: Homotopy theoretic methods in group cohomology. Birkhäuser, Basel u. a. 2001, ISBN 3-7643-6605-2.